# Amblymora spinipennis
Amblymora spinipennis là một loài bọ cánh cứng trong họ Cerambycidae.